# شهرستان گریدی (جورجیا)
شهرستان گریدی، جورجیا (به انگلیسی: Grady County, Georgia) یک سکونتگاه مسکونی در ایالات متحده آمریکا است که در جورجیا واقع شده‌است.